# Erich Borchert

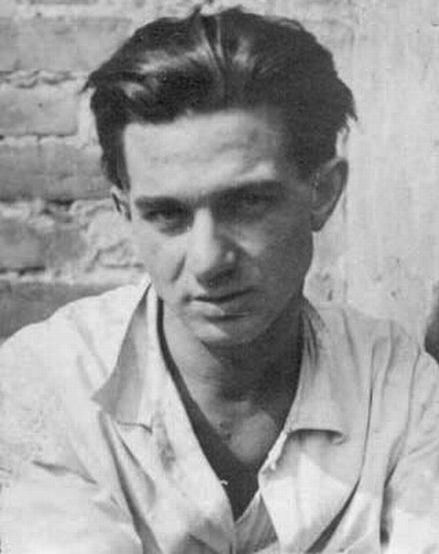
Erich Borchert (1933)

Erich Borchert (russisch Эрих Вильгельмович Борхерт, Erich Wilhelmowitsch Borchert; * 16. Februar 1907 in Erfurt; † 25. September 1944 im KarLag, einem Besserungsarbeitslager des Gulag bei Karaganda, Kasachische SSR, Sowjetunion) war ein deutscher und sowjetischer Maler.

## Leben

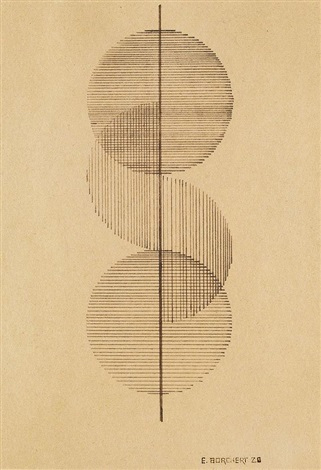
Geometrische Komposition

Borchert wuchs in Erfurt auf. Von 1926 bis 1929 studierte er Wandmalerei am Bauhaus Dessau und war Schüler bei Paul Klee, Wassily Kandinsky und Lyonel Feininger. Das Studium schloss er 1930 mit dem Diplom des Künstler-Architekten ab. Schon 1928 war er der Kommunistischen Zelle (KPD) beim Bauhaus beigetreten.
Nach dem Studium gehörte er zu den etwa 30 Bauhäuslern, die in die Sowjetunion reisten, um sich im Rahmen gewaltiger Industrialisierungsprojekte am dortigen Aufbau des Landes zu beteiligen. Durch die Vermittlung seines Mentors am Dessauer Bauhaus, des Bauhaus-Meisters Hinnerk Scheper, übersiedelte er 1930 nach Moskau und war in der Entwicklungsabteilung für Farbgestaltung der Architektur und im Städtebau tätig. In Planungsbüro Maljarstroi wurde er mit Fassaden- und Innenraumgestaltungen betraut und beeinflusste so die Arbeits- und Wohnumwelt von zehntausenden Menschen im ganzen Land. 1933 hatte er eine Einzelausstellung im Moskauer staatlichen Museum der Neuen westlichen Kunst (heute Puschkin-Museum).
Im Gegensatz beispielsweise zu Hannes Meyer und Hinnerk Scheper, die das Land nach einigen Jahren ernüchtert verließen, blieb Borchert dort und heiratete 1931 die russische Künstlerin Sofja Matwejewa. 1935 wurde die gemeinsame Tochter Erika geboren. 1938 erhielt er auf Verordnung des Präsidiums des Exekutivkomitees die Staatsbürgerschaft der RSFSR/UdSSR. Wie andere nicht zurückkehrende Vertragsarbeiter geriet er schon bald in eine anfangs subtile, später offen zu Tage tretende Unterdrückungsmaschinerie. Am 25. Dezember 1941 wurde Borchert als Soldat in das Baubataillon Nr. 871 der Roten Armee eingezogen, um beim Bau des Ural-Aluminium-Werkes (UAS) in Kamensk-Uralski in der Oblast Swerdlowsk zu helfen. Ein knappes Jahr später, am 18. November 1942, verhaftete man ihn wegen angeblicher „Vorbereitung eines Sabotage-Akts auf das Wärmekraftwerk im Stadtbezirk Krasnogorski von Kamensk-Uralski und der Planung des illegalen Wechsels auf die Seite der deutsch-faschistischen Truppen“. Am 15. Januar 1944, 13 Monate nach der Verhaftung, verurteilte man ihn nach Artikel 58-1a, 58-10 Teil 2 und 58-11 sowie Artikel 19-56-9 des Strafgesetzbuches der RSFSR wegen der „Mitgliedschaft in einer antisowjetischen Sabotagegruppe, antisowjetischer Agitation und Verrat an der Heimat“ zu 20 Jahren Haft.
Am 24. September 1944 starb Borchert im Zwangsarbeiterlager KarLag im Alter von 37 Jahren. Erst 1962 rehabilitierte ihn ein Militärgericht des Militärbezirks Ural postum.

## Ehrungen
In Erfurt wurde er 2009 mit einer Gedenktafel am Wohnhaus seiner Jugend in der Friedrich-Engels-Straße 67 geehrt.

## Ausstellungen
- 1929: Gruppenausstellung junge bauhausmaler, mit Werken von Otto Berenbrock, Erich Borchert, Albert Braun, Willy Imkamp, Fritz Kuhr, Josef Leirer, Hilde Rantzsch, Hermann Röseler, Alexander Schawinsky, Lu Scheper und Fritz Winter als Wanderausstellung in Braunschweig, Krefeld, Halle (Saale), Erfurt und Berlin[2]
- 1929: Internationale Ausstellung Der schöne Mensch in der neuen Kunst, Darmstadt
- 1930 Einzelausstellung im Angermuseum, Erfurt
- 1964: Einzelausstellung im Zentralen Haus der Architekten in Moskau
- 2007: Einzelausstellung Erich Borchert, Kamensker Zyklus. Ausstellung zum 100. Geburtstag des Künstlers und Bauhaus-Architekten in der Bibliothek des UralGAChA in Jekaterinburg[3]
- 2009: drei Arbeiten Borcherts in der Ausstellung „Von Dürer bis Klee: Deutsche, österreichische und Schweizer Abbildung XV.-XX. Jahrhundert aus der Sammlung des Museums“ im Puschkin-Museum, Moskau
- 2012/2013: Einzelausstellung In Zeitgefangenschaft. Erich Borchert (1907–1944). Grafiken aus der Sammlung der Familie des Künstlers, Puschkin-Museum, Moskau[4]
- 2013/2014: zwei Arbeiten in der Ausstellung Bauhaus. Die Kunst der Schüler – Werke aus der Sammlung der Stiftung Bauhaus Dessau in Galerie der Stadt Remscheid[5]
- 2019: Einzelausstellung in der Galerie Unartig, Weimar[6]
- 2021/2022: Einzelausstellung Erich Borchert: Das Bauhaus in Russland im Staatlichen Kunstmuseum Nowosibirsk[7][8]